# Alligny-en-Morvan
Pour les articles homonymes, voir Alligny et Morvan (homonymie).
Ne doit pas être confondu avec Alligny-Cosne.
Alligny-en-Morvan (Ailnié en bourguignon-morvandiau) est une commune située dans le département de la Nièvre en région Bourgogne-Franche-Comté.

## Géographie

### Localisation
Alligny-en-Morvan est un village du Morvan situé à 10 km au sud de Saulieu, limitrophe du département de la Côte-d'Or et proche de la Saône-et-Loire. Il s'agit de la commune la plus orientale de la Nièvre et la plus grande du canton de Château-Chinon. À la fin du XIXe siècle, elle possédait une superficie de 776 hectares de bois et buissons sur une superficie totale de 4 885 ha, soit près de 16 %. Aujourd’hui, ce sont 2 100 ha de bois et 302 de friches.
Blotti au fond de la vallée du Ternin, son territoire est toujours recouvert de feuillus et de sapins. Elle dépendait en grande partie avant la Révolution du duché de Bourgogne et seul le hameau de la Chaux dépendait du Nivernais, raison pour laquelle les habitants manifestèrent leur mécontentement lors de leur rattachement au département de la Nièvre en 1791.
Son sol est généralement maigre et arénacé (riche en éléments siliceux), produisant néanmoins beaucoup de céréales et surtout des petits navets très renommés sous le nom de navets de Saulieu. Au XVIIIe siècle, on trouvait dans ces terrains sablonneux peu de seigle mais beaucoup d’avoine, d’orge et de blé noir et des pommes de terre. On y trouve une mine de plomb argentifère, bénite par Lucien Charrault, alors curé d’Alligny, le 5 décembre 1912 dont l’exploitation a été abandonnée.
Alligny-en-Morvan est également proche des lacs de Chamboux, des Settons et de Saint-Agnan.
Au XVIIIe siècle, le village était desservi par le grand chemin de Saulieu qui était alors en très mauvais état et peu entretenu, passant par Conforgien et Beaumont. Ce chemin traversait le village pour aller jusqu'à Moux, passant par le moulin Guyon, traversant la Serrée et le bas de Fétigny.

### Hydrographie
- Le Cousin
- Le Ternin, dit aussi la Taraine, rivière qui n'est encore là qu'un gros ruisseau, traversant le territoire du nord au sud, en coulant au fond d'une gracieuse vallée, dominée de toutes parts par des mamelons aux sommets boisés. Ce cours d'eau s'appelle sur l'ensemble de son parcours le Ternin ; au Moyen Âge, on disait le Torodam, Taronne en 1330, Tarnin en 1356, Tavernay (1659), Tarenne, Terren ou encore Taraine, Tennene, en aval du bourg d'Alligny. Elle prend sa source au moulin de Guyon descendant de la paroisse de Saint-Léger-de-Fouche, traverse le village du septentrion au midi et passe par une vallée à 50 pas au-dessous de l'église du bourg.
- Le ruisseau de Champcreux au couchant est appelé aussi ruisseau des Prés de Fétigny. Il prend sa source dans une montagne voisine à environ 3 kilomètres du bourg et se jette dans la Taraine à deux cents pas au-dessous de Champcreux et traverse le grand chemin d'Alligny à Saulieu par le moulin Guyon. Sur son cours étaient installés deux battoirs à cent pas l'un de l'autre.
- Le ru Colas provient de l'étang des Rias, au couchant dans une vallée, qui se jette dans la Taraine après avoir traversé le grand chemin d'Alligny au moulin Guyon, à deux cents pas au-dessous de Fétigny, entre ce lieu et le moulin de la Chaume. Il faisait fonctionner un battoir à écorces placé sur son cours.
- Le ruisseau de Bazole, au levant, qui vient d'une montagne de Pensière et se jette dans la Taraine à cinquante pas de l'église du bourg.

### Morphologie urbaine
Le territoire de la commune comporte 28 hameaux et des écarts :
Bazolessur la rive gauche du Ternin, dans une gorge au levant du bourg, dépendance de la seigneurie d'Island-lès-Saulieu au XIIIe siècle. Les sires d'Alligny percevaient un droit de péage sur le chemin de ce hameau au bourg. En effectuant le terrassement pour une construction on y découvrit, en 1834, trois sarcophages en grès renfermant chacun deux squelettes. Aux abords se trouvait une fosse commune, pavée de pierres plates, d'environ sept mètres de diamètre.
Trois habitants de ce hameau : Michel, Claude, Barthélemi, s'étant dit « entre eux les choses les plus vilaines et méprisantes qu'ils avaient pu inventer, et s'étant abîmés d'avanies » furent condamnés le 23 octobre 1791 à 3 livres 10 sous d'amende par la municipalité. Celle-ci leur enjoignit « très expressément, comme à tous autres de son arrondissement, d'avoir dorénavant plus d'humanité et de chrétienté les uns pour les autres, sous peine d'y être pourvu plus rigoureusement ». Le Poteau de Bazole séparait la justice d'Alligny de celle de Bazole ; dans ce poteau était fixée une feuille de fer blanc sur laquelle sont peintes les armes de M. de Montal, il était au levant à quatre cents pas du bourg. Le ruisseau dudit Bazole coule entre le poteau et le Terreau Breneau, un peu plus près de celui-ci, ce poteau est contigu à la cour d'une maison seule servant d'hôtellerie sur le grand chemin d'Alligny à Saulieu .
BeaumontBellomons, au sommet des montagnes, ancienne baronnie, sans doute à cause de son union avec Conforgien. La possession de ce fief donnait droit à une partie des dîmes de la paroisse. Les étangs de Beaumont et de Jean de Saulieu qui en dépendaient furent conservés par délibérations des habitants d'Alligny en date du 21 janvier 1793 à cause de leur utilité.
Les BoignonsAu nord du bourg à mi-côte à deux cents pas de Champcreux.
Le BoillassonEn plaine au couchant, à trois quarts de lieue du bourg.
ChambouxAu nord dans une vallée à 5,5 kilomètres du bourg, s’y trouvait le moulin de Chamboux avec sa maison de meunier.
ChampcomeauChamcomeaul, (1284) - Chamcommeau - Au nord du bourg vis-à-vis de ce hameau, se trouve sur un monticule dominant la rivière, les ruines du château de Champcomeau, connu sous le nom de Tour-d'Ocle. Sa position et les vestiges de ses anciens fossés montrent bien qu'il avait une certaine importance. Il doit son second nom à l'un de ses propriétaires, Jean d'Ocle, seigneur en partie d'Alligny et faisant partie des assiégeants de Château-Chinon en 1412. Cette terre située sur la rive gauche de la rivière fut rattachée au XIIIe siècle à la baronnie d'Island-lès-Saulieu. Il y avait en ces lieux, un moulin et un étang sur lesquels fut assignée la part de patrimoine revenant au plus jeune fils de Jean Ier d'Aligny : Girard d'Aligny dit Besort, entré comme novice à l'Abbaye de Saint-Martin d'Autun en 1284, ainsi que le montant de l'aumône perpétuelle de 20 sous faite au dit monastère. Le moulin de Chamcommeau, moulait encore en 1905. Un pont en granite, au levant du hameau, enjambe la rivière. Il n'a pu être daté dans le rapport établi et référencé IA00001859 de l'Inventaire général de Bourgogne.
Ce lieu-dit comporte une ferme, avec grange, remise, étable, porcherie, cellier, et un corps de logis antérieur à 1842, dont les dépendances sont postérieures ; elle est construite en granite, moellon, enduit, avec sous-sol et rez-de-chaussée, toitures en tuile et ardoise et un escalier extérieur. Cet ensemble du XIXe siècle a fait l'objet d'un rapport référencé IA00001873 à l'Inventaire général du patrimoine de Bourgogne.
ChampcreuxAu nord du bourg, dont il est éloigné de 3 kilomètres, formait avec Fétigny deux fiefs en toute justice. (voir article Révolution). Il possédait un battoir sur la carte de Cassini de 1754.
Les Chaumes de MarnayLe moulin des Chaumes de Marnay est aujourd'hui une propriété privée. Il date de 1852, construit sur l'emplacement d'un étang dont la chaussée fut démolie en amont du moulin de Marnay. La maison du meunier est à côté ainsi qu'un battoir d'écorce au milieu du XVIIIe siècle.
La ChauxClax- Dans une vallée au nord-ouest du bourg, à 1 kilomètre du village. Était alternatif avec Saint-Léger-de-Fourches. Une partie formait un fief particulier mouvant d'Island, l'autre partie dépendait de la baronnie. Le château de la Chaux est une bâtisse flanquée de deux pavillons. Il a été reconstruit en 1860 et la chapelle fut bénite le 5 mai 1862, par Monseigneur Théodore-Augustin Forcade, évêque de Nevers, et dédiée à saint Joseph.
Le second jour des Rogations de 1791, Jean Régnier du hameau de Réglois s'étant permis d'enlever des rubans et des fleurs qui ornaient la croix de La Chaux fut condamné le 29 juin par la municipalité à la requête du procureur de la commune à se prosterner le dimanche 8 juillet à l'issue de la messe paroissiale à deux genoux au pied de la croix du cimetière, à deux mains jointes, le chapeau sous le bras gauche, le temps et l'espace d'une heure, pour réparation de l'injure faite à ladite croix ; à payer sous forme d'amendes, la somme de six livres et encore à se transporter au corps de garde de Saulieu pour 24 heures en forme de correction.
La ChapelleIl y existait jadis, sur l'ancien chemin de Montsauche à Saulieu, une chapelle connue sous le nom de Chapelle-des-Brebis dédiée à saint Franchy que l'on invoquait contre les maladies des troupeaux. Il s'y est tenu jusqu'en 1849 un apport dont Antoine Tixier, curé de Saint-Brisson, commis en 1667, parle ainsi :  On déterra près de l'emplacement, en 1849, des sarcophages en grès, renfermant des ossements humains. Les villageois des alentours ont prétendu que cette violation des tombeaux avait attiré depuis sur leurs champs la grêle et les tempêtes. Ce lieu était alternatif avec Saint-Léger-de-Fourches.
Combe-de-la-PalueC'est ici qu'était avant 1462, l'ancienne église paroissiale près du château de La Mothe-D'Aligny. Elle était de style roman, ainsi que l'indiquaient les matériaux du clocher et ceux du portail de l'Ouest, démoli en 1852. On pense que son transfert à l'emplacement actuel est dû à Jean Ier de Fontenette pour la mettre plus à portée de son château.
La CrémêneAu nord-ouest du bourg, à quatre cents pas du bourg se trouve un mamelon qui domine ce bourg, et qui est couronné d'une enceinte quadrangulaire, formée par d'anciens fossés que la tradition dit être un retranchement romain, castrum romanum, d'où serait venu le nom de ce hameau. La montagne du Grand-Habre, haute de 681 mètres et que couronnait jadis un signal. Ne serait-elle pas, interroge l'abbé Baudiau, ce lieu dont parle Ammien Marcellin, à l'occasion du voyage du césar Julien, en 356 : Aliis per arborem…;quibusdam per sidolocum iri debere affirmantibus. L'ancienne voie qui allait de Autun à Auxerre par le nord du Morvan devait presque toucher, en effet, le pied de cette montagne. Les différents groupes d'habitations de ces hauteurs sont connus sous le nom de Valottes.
Le CreuzotLieu alternatif avec Saint-Léger-de-Fourches, au couchant, sur une montagne à une lieue du bourg.
L'Etang-Neuf ou Moulin NeufGroupe de trois maisons situé sous le déversoir de l'étang éponyme. Le moulin de l'étang-neuf est cité dès 1495. Faisant partie de la seigneurie d'Alligny, il est situé au midi dans une vallée avec la maison du meunier à un quart de lieue du bourg. La rivière Le ternin passe au-dessous. Selon l'abbé Bruneau, vers 1700 à la suite d'un incendie, le moulin, l'huilerie et le battoir sont détruits. Étienne Choureau y est meunier en 1714. En  1757, le curé d' Alligny-en-Morvan indique qu'« à deux pas au-dessous de ce moulin et de celui de Marnay, il y a entre les deux, un battoir de chanvre que l'eau du moulin et celle de la rivière  réunies font aller ». En 1773, une femme inconnue d'environ 60 ans décède dans la grange du moulin « dans des sentiments chrétiens » sous les yeux du meunier Pierre Boucher. Le moulin est toujours en activité en 1926. Le moulin dont la rénovation  commence en 2002, possède toujours sa roue en bois mais l'huilerie est en ruine.
FerrièresDans la plaine, au levant à 2,5 kilomètres du bourg. Sur la rive droite de la Taraine, au sud-est du bourg, avait droit de justice, fief mouvant de la Tour d'Island et en arrière-fief du comté de Saulieu. Hugues de Fontette, seigneur de La Mothe d'Aligny, le vendit à la fin du XVe siècle à Charles d'Estinville. Sa veuve, Jeanne de Chaulmery, en fit reconnaissance à l'évêque au nom de ses enfants : Jean, Michel, et Françoise, en 1503.
FétignyAu nord du bourg, était alternatif de Saint-Léger-de-Fourches, formaient avec Champcreux deux fiefs en toute justice dont l'un appartenait au chapitre d'Autun. Les sujets étaient tenus au guet-et-garde envers la ville de Saulieu. L'autre était possédé par les sires d'Alligny. On y voyait au lieu-dit : le Champ-des-Fourches le pilori de leur haute justice. Une ordonnance de Jean duc de Bourgogne astreignit les habitants au guet-et-garde et à l'entretien des fossés du château seigneurial. Ils devaient, en outre, au baron, à la fête des rois, deux gâteaux de dix deniers chacun affectés sur leurs maisons et héritages. Montabon et Montafroy, hameaux de Saint-Léger-de-Fourches, étaient compris dans cette seigneurie. Les dîmes de ces villages produisaient année commune, aux sires d'Alligny, huit setiers de seigle et autant d'avoine. Un moulin de la Chaume existait aussi en ce hameau, il moulait encore en 1905, comme quatre autres.
Dans un bois du hameau, dénommé le bois de la Pierre qui tourne, se trouve un dolmen-autel composé de trois pierres dont la dalle supérieure, soutenue par deux pierres verticales, est plate, et présente en son milieu une concavité. Près de ce hameau, aux environs du lieu-dit les Prés, se trouve La Pierre Pointe.
C'est à Fétigny que se trouvait une très vieille maison, dite « des Charrues », aujourd'hui disparue mais dont il existe des vues datant du début du XXe siècle, longtemps considérée comme l'une des plus anciennes maisons rurales de France.
Fontaine BlancheAu couchant à mi-côte, à cinq quarts de lieue du bourg, se trouve une ferme comportant un ensemble de bâtiments : grange, étable, porcherie, du premier quart du XIXe siècle ; logis et dépendances sont sous le même toit, le logis est de plain pied, sans cave, (sol granitique), de dimensions modestes, simple en profondeur, un comble perdu est accessible par porte haute depuis le corps en appentis. Il est réalisé en granite et moellons enduits, comporte un toit à longs pans, la couverture en chaume adresse RD 292. L'ensemble a fait, en 1986, l'objet d'un rapport référencé IA00001874 à l'Inventaire général du patrimoine de Bourgogne.
Les Grosses-PierresLieu alternatif de Saint-Léger-de-Fourches, au-dessous de la Chaux, au nord-ouest à environ 5 kilomètres du bourg.
Guittes-Boninou Guttes-Bonin, sur une montagne au nord-ouest à trois quarts de lieue du bourg, soit environ 3 kilomètres.
L'Huis QuarréSur une montagne au nord, à environ 1 kilomètre du bourg.
JarnoyJanua - Sur la rive droite de la rivière, près du bourg au couchant, accroché au flanc de la montagne, à 600 pas du village. Le chapitre de Saint-Andoche y possédait trois meix, et quelques rentes seigneuriales. Ce village est connu pour ses excellents navets. Au-dessus de ce hameau sont des restes de castramétation. Au-dessus est le Moulin-Neuf, bâti sous la chaussée d'un étang du même nom. Les sires d'Alligny y percevaient des droits de péage sur les chariots et charrettes et sur les bêtes de somme, allant et revenant des foires des environs.
Un premier lavoir fut construit au XIXe siècle, en granite, et moellon sans chaîne en pierre de taille, structure charpente en bois, recouvert de tuiles mécaniques. Il est à droite en venant d'Alligny (1er lavoir). Il a fait l'objet d'un rapport référencé IA00001856 à l'Inventaire Général du Patrimoine de Bourgogne.
Le second lavoir est également du XIXe siècle, en moellon sans chaîne en pierre de taille, grès, appentis à pignon ouvert recouvert en tuiles mécaniques, les maîtres d'œuvre des deux ouvrages ne sont pas connus. Il a également fait l'objet d'un rapport référencé IA00001857 à l'Inventaire Général du Patrimoine de Bourgogne en 1986. Propriété communale.
JarlesMoulin entièrement rénové en 1990. Il date de 1284, au départ au pied de Lambruère sur le cours d'un ruisseau de Jarnoy à l'Étang-Neuf. Victime d'un incendie au XVIIIe siècle, il fut reconstruit à l'emplacement actuel par Pierre Quarré d'Aligny.En 1850, la route entre ce lieu et Marnay n'est pas construite et le moulin est désigné sous le nom de moulin de Gerle. Il faisait partie, avec le moulin de l’Étang-Neuf, de la seigneurie d'Alligny. Il tournait encore après la Seconde Guerre mondiale avec deux paires de meules.
MarnayAu XVe siècle : Marney, puis vers 1620–1650 : Marné, et en 1750 : Marnai, l'orthographe actuelle datant de 1800. Dans une vallée au midi entre deux montagnes qui se touchent à une demi-lieue du bourg, avec la maison du meunier se trouve le moulin de Marnay à côté et un battoir à chanvre.
Proche de Réglois, avec lequel il formait une seigneurie en toute justice. Le chapitre de Saint-Andoche y possédait quelques meix. Depuis le Moyen Âge, il a existé des moulins et des battoirs en aval du moulin de Jarles sur le cours de la Taraine, dont le moulin de Marnay, en aval du bourg, cité en 1260 dans le cartulaire d'Autun où Alexandre et Jehan d'Aligny reconnaissent tenir le fief de Girard, évêque d'Autun. En 1714, le moulin de Marnay est tenu par Lazare Choureau. Il est la propriété au XVIIIe siècle du comte de Loppin de Montfort, seigneur de Pensière. La Révolution  saisi le bâtiment comme Bien national et envisage sa destruction qui n'aura pas lieu. Il est alors encore recouvert en chaumes. Le moulin  est vendu le 2 juillet 1796 à un dénommé Perreau pour la somme de 8 500 livres. Son fermage est estimé à 450 livres. En 1830, Adrien Barbotte, ancien maire d'Alligny en est le propriétaire. Il y avait aussi un étang vers 1850,. Le moulin fonctionne jusqu'au 6 avril 1970 pour la farine blanche destinée à la consommation des humains, et en 1988, pour les farines destinées à l'alimentation des bestiaux. Le[moulin de Marnay, dernier bâtiment de la vallée, fut transformé en gîte rurale de 2004 à 2018. C'est aujourd'hui une propriété privée ouverte au public lors des Journées du Patrimoine.
Le MeurotC'est dans ce hameau que se trouvait le signe patibulaire de la seigneurie au lieu-dit Champs-des-Fourches.
MonbobelinSur une montagne, au couchant, à 3 kilomètres du bourg.
MontEn plaine au levant, à trois cents pas de Pierre Écrite et à une petite lieue du village.
PensièrePerché au levant du bourg, au-dessus de Bazole, sur un large plateau, ce hameau possède des fours à chaux nourris par une veine de pierres calcaires d'un kilomètre de long gisant au milieu d'un sol profondément granitique. C'est un quasi-phénomène. Le hameau appartenait en 1448 à Renaud de Thoisy, receveur général du duc de Bourgogne Philippe le Bon. En 1751, il est la propriété de Germain-Anne Loppin, chevalier, comte de Montfort, président à mortier au parlement de Dijon. Il tenait vraisemblablement ce fief de Claudine Espiard, dame de Blanot, son épouse. Leur fils, Bénigne-Catherine-Magloire, seigneur de La Boulaye, de Launay et de Pensière, ayant émigré en 1791, ses biens furent vendus comme biens nationaux.
La Pierre-ÉcritePetra scripta- Sur la route ouverte au XVIIIe siècle d'Autun à Saulieu, qui est alors parcourue par les diligences qui font halte au relais de poste où Napoléon s'arrêta, en 1815, de retour d'exil à l’île d'Elbe, c'est une stèle gauloise représentant cinq silhouettes mais qui reste mystérieuse. En 1809, un habitant de ce hameau, Jean Machin, étant sorti la nuit de sa maison fut attaqué inopinément par une hyène qui lui sauta au visage. Sans perdre sa présence d'esprit, l'homme étreint la bête dans ses bras et l'emporte dans sa chaumière. Sa fille, réveillée en sursaut, se lève et s'arme d'un grand couteau qu'elle plonge dans la gorge de l'animal qu'elle tua dans les bras de son père[réf. nécessaire].
La PlaceAu nord, au fond du ravin qui sépare ce hameau de Guittes-Bonin, gît une mine de plomb argentifère qui court sous la montagne à laquelle est adossé ce hameau. Elle fut découverte en 1640 par Gaspard Quarré, seigneur d'Alligny. Il la fit exploiter infructueusement car il ne retira, pour une dépense de 1 200 livres, qu'un ligot d'argent de 150 écus. Plusieurs tentatives furent depuis faites, mais sans succès. La galerie de 300 mètres de profondeur se divise en deux branches courant presque parallèlement. En 1734, elle fut de nouveau fouillée sans succès et M. Paulin du Boulet, inspecteur des mines, refit une tentative en 1742 rentrant tout juste dans les frais engagés. Elle fut remise en exploitation entre 1912 et 1930, employant une soixantaine d'ouvriers, date de sa fermeture définitive. L'entrée en est condamnée. Elle contient surtout du plomb, un peu d'étain et peu d'argent. Claude Courtépée est descendu dans cette mine en 1774 en compagnie de M. Pasumot au travers « d'une galerie à voûte plate s'avançant de 100 toises, le noyau de la montagne est un granit rougeâtre et la pierre un spath fusible. On y trouve beaucoup de cristallisations » (voir aussi le paragraphe La Révolution dans la section Histoire).François Pasumot
Les PlessiésAu nord-ouest sur une montagne, ainsi était dénommée une maison s'y trouvant au XVIIIe siècle entre La Chaux et les Guttes Bonin à deux cents pas de celle-ci.
Les PrésHameau situé dans une vallée, au nord éloigné d'un kilomètre du bourg.
Precepault (1649)L'écriture varie en Precepot, Principau, Prespaux, Prissepaux, Pescepant, Prispau : « Ce hameau, dont le nom est passé à l'état de souvenir, était situé entre la cure et la Champagne » (Abbé Bruneau, Monographie d'Alligny-en-Morvan, 1905, p. 197). Dans sa Réponse pour servir à la carte de la Province 1757, le curé d'Alligny écrit : « Prissepaux, au pied d'une montagne, au sud-sud-ouest, et à deux cents pas de mon village ». Prissepeaux sur la carte Cassini levé vers 1757.
RégloisDans ce hameau étaient visibles en 1865 les restes d'un ancien castel, le château de Réglois, armé d'une haute tour, avec mâchicoulis, sur un petit mont, culminant à 515 mètres d'altitude et appelé Chambard. Il y existe une source chaude, nommée vulgairement Chaudes-Aigues. Ce hameau et celui de Marnay sont voisins, ils formaient autrefois une seigneurie en toute justice dans la mouvance du comté de Saulieu. Guillaume Lombard, bourgeois d'Autun, sieur de Chaumien, en reprit de fief de l'évêque en 1356. Ce château est incendié en 1438 et n'a pas été reconstruit en même lieu.
Il s'élève sur ce hameau une croix dressée en 1874 en calcaire et granite avec sculpture d'un cœur et fleurs à six pétales, avec l'inscription : O CRUX AVE 1874. Elle mesure 3,25 m de haut, 0,80 de large et 0,90 de profondeur. On n'en connaît pas le maître d'œuvre. Elle a fait l'objet d'une enquête à l'Inventaire général de Bourgogne, dont la référence est IA00001866.
Les RousselotsAu couchant, à côté des Vallottes et à la même distance du bourg. En 1757, une maison située au Trois fontaines à cent pas au-dessus des Rousselots.
RuèreDans un fond au levant, entre Mont et la Ferrière à 2,5 kilomètres du bourg. Cette terre était unie à la baronnie d'Island au XIIe siècle comme toutes les terres sur la rive gauche de la Taraine.
Saint FranchyNom d'une maison en 1757 située à côté de La Chaux, en plaine au couchant à cinq quarts de lieue du bourg. Près de cette maison il paraît qu'il y avait autrefois une chapelle sous le vocable de ce saint mais il n'en reste aucun vestige au milieu du XVIIIe siècle. On n'y voyait qu'une fontaine célèbre en ces temps pour la superstition des villageois qui allaient y tremper les enfants malades. Il s'y faisait alors tous les ans, la seconde fête de la Pentecôte un apport très considérable et il s'y commettait toutes sortes d'abus que l'église ne parvînt pas à abolir. Proche de la fontaine, se trouvait la Tour d'Hoques ou Tour d'Ocle, qui n'est déjà plus au XVIIIe siècle qu'une masse de terre fort élevée et à demi recouverte par les bois où se trouvait jadis le château dont on ne voyait plus que les fossés. Cette motte est en face Champcommeau à 500 mètres du bourg.
La SerréeSitué au nord dans une vallée ce hameau est à 5 kilomètres environ du village. Le moulin de la Serrée dans un fond possède une maison de meunier à cent pas au-dessus. Le moulin de la Rochette, avec un battoir d'écorce est à la même distance du bourg. Il y a eu plusieurs moulins sur le site ; certains sur le Ternin, d'autres sur le ruisseau venant de Conforgien. Le moulin de la Rochette est devenu une pisciculture.
Le Terreau BreneauÀ deux cents pas du village, au levant. Il s'y trouve une croix en forme de pain de sucre.
ValottesSur une montagne au couchant du bourg dont il est à environ 2 kilomètres. Groupes de hameaux dont les habitations sont construites sur les hauteurs de la montagne du Grand-Habre, les habitants sont dénommés les Valottins, nom que l'on donnait par extension à tous les couvreurs en paille des environs. Ils se déplaçaient en grand nombre dans la Bresse et le Bourbonnais pour réparer les toits de chaume. Le nom de Valotin se prend ordinairement en mauvaise part. L'Inventaire du Patrimoine de Bourgogne a porté son attention sur une ferme comprenant : cour, étable, écurie, fenil, bâtiment de ferme en granite, moellon, enduit calcaire, avec sous-sol et rez-de-chaussée, toit à longs pans recouvert en ardoise. Dossier référencé IA00001872 à l'Inventaire Général.
Les hameaux de Chamboux, la Serrée, les Prés, Fétigny, Champcreux, la Chaux, Saint Franchy, ainsi que les Grosses Pierres étaient alternatifs de la paroisse d'Alligny en 1757 et l'année suivante de la paroisse de Saint Léger de Fourches.

### Climat
Pour des articles plus généraux, voir Climat de la Bourgogne-Franche-Comté et Climat de la Nièvre.
En 2010, le climat de la commune est de type climat de montagne, selon une étude du Centre national de la recherche scientifique s'appuyant sur une série de données couvrant la période 1971-2000. En 2020, Météo-France publie une typologie des climats de la France métropolitaine dans laquelle la commune est exposée à un climat océanique altéré et est dans la région climatique Lorraine, plateau de Langres, Morvan, caractérisée par un hiver rude (1,5 °C), des vents modérés et des brouillards fréquents en automne et hiver.
Pour la période 1971-2000, la température annuelle moyenne est de 9,8 °C, avec une amplitude thermique annuelle de 16,1 °C. Le cumul annuel moyen de précipitations est de 1 156 mm, avec 14,1 jours de précipitations en janvier et 8,6 jours en juillet. Pour la période 1991-2020, la température moyenne annuelle observée sur la station météorologique de Météo-France la plus proche, « Dun_sapc », sur la commune de Dun-les-Places à 15 km à vol d'oiseau, est de 10,4 °C et le cumul annuel moyen de précipitations est de 1 181,7 mm. 
La température maximale relevée sur cette station est de 37,6 °C, atteinte le 24 juillet 2019 ; la température minimale est de −15,3 °C, atteinte le 7 février 2012,,.
Les paramètres climatiques de la commune ont été estimés pour le milieu du siècle (2041-2070) selon différents scénarios d'émission de gaz à effet de serre à partir des nouvelles projections climatiques de référence DRIAS-2020. Ils sont consultables sur un site dédié publié par Météo-France en novembre 2022.

## Urbanisme

### Typologie
Au 1er janvier 2024, Alligny-en-Morvan est catégorisée commune rurale à habitat très dispersé, selon la nouvelle grille communale de densité à sept niveaux définie par l'Insee en 2022.
Elle est située hors unité urbaine et hors attraction des villes,.

### Occupation des sols
L'occupation des sols de la commune, telle qu'elle ressort de la base de données européenne d’occupation biophysique des sols Corine Land Cover (CLC), est marquée par l'importance des forêts et milieux semi-naturels (55,5 % en 2018), en diminution par rapport à 1990 (56,6 %). La répartition détaillée en 2018 est la suivante : forêts (54,9 %), prairies (40,2 %), zones agricoles hétérogènes (3,1 %), terres arables (1 %), milieux à végétation arbustive et/ou herbacée (0,6 %), eaux continentales (0,2 %). L'évolution de l’occupation des sols de la commune et de ses infrastructures peut être observée sur les différentes représentations cartographiques du territoire : la carte de Cassini (XVIIIe siècle), la carte d'état-major (1820-1866) et les cartes ou photos aériennes de l'IGN pour la période actuelle (1950 à aujourd'hui).

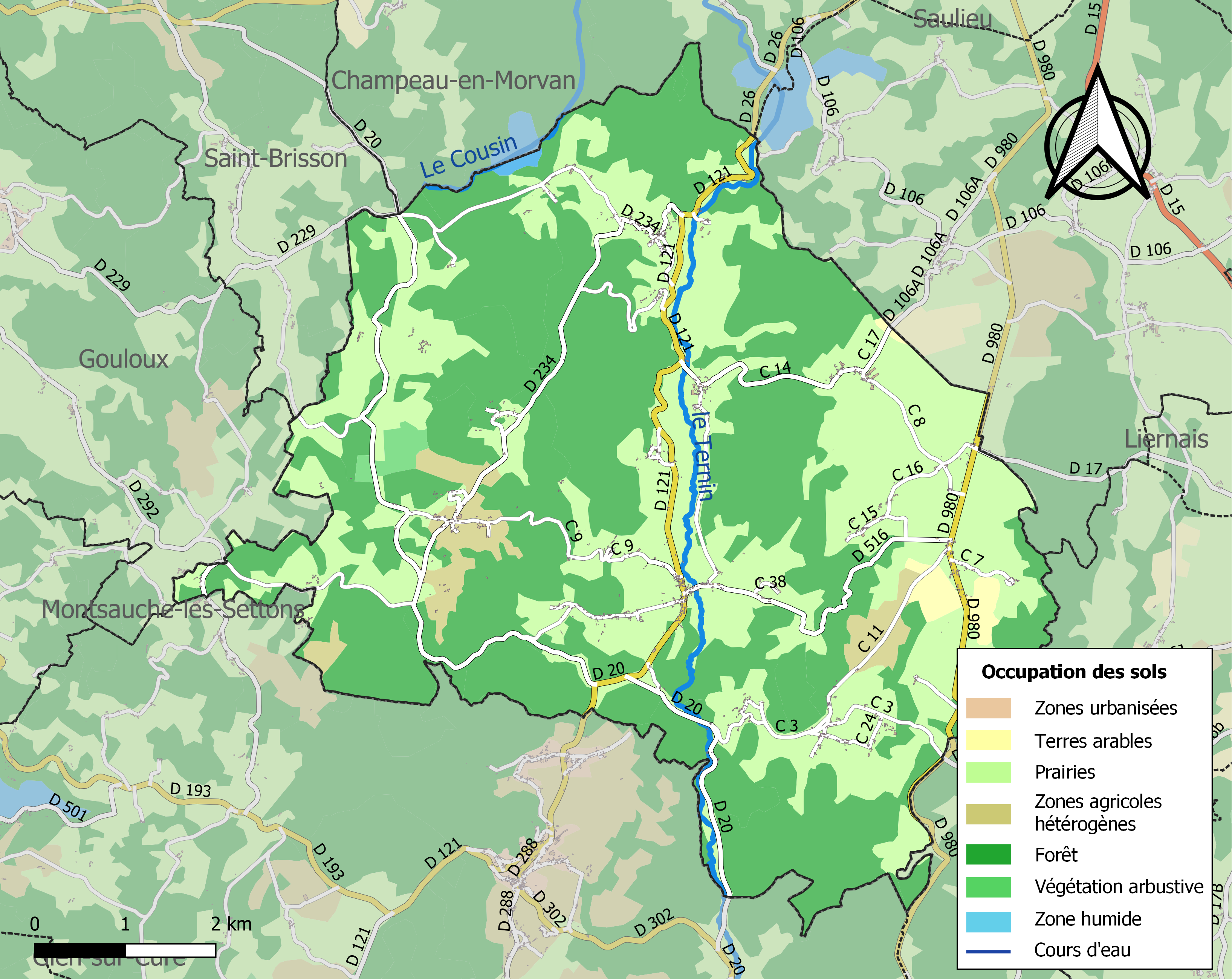
Carte des infrastructures et de l'occupation des sols de la commune en 2018 (CLC).

## Toponymie
La localité est mentionnée sous les formes Aligneium en 1281, puis Elianum et Aligny.
Selon une tradition érudite locale, le toponyme serait basé sur le nom d’un citoyen romain, Elianus, possesseur d’une villa en ce lieu.
Ernest Nègre explique le premier élément par un autre anthroponyme Helenius se basant sur une forme plus ancienne d'Alligny-Cosne, Eliniacus au VIe siècle. Tout comme pour l'autre Alligny, la terminaison -y s'explique par le suffixe gaulois *-āko, latinisé en -acum, -acus. Suffixe localisant à l'origine, il finit par indiquer la propriété à l'époque gallo-romaine. Cette finale devenu -ei en ancien français est généralement latinisée en -eium, -eyum dans les textes médiévaux.
Albert Dauzat et Charles Rostaing préfèrent rapprocher cet Alligny, des autres hameaux Alligny de la Nièvre et de Maine-et-Loire, ainsi que d'Aligné dans la Sarthe en proposant le nom de personne latin Alinnius, Alinus ou germanique Allinus cf. aussi Alinhac à Yssingeaux (Haute-Loire, Alliniacum ou Aliniacum (sans date), Alignac en 1262).
N.B. L'origine latine des anthroponymes ne signifie pas que les propriétaires venaient de Rome, mais qu'ils étaient des autochtones romanisés, des Gallo-Romains.

## Histoire

### La paroisse
Au centre du bourg s'élève l'église paroissiale couronnée d'une haute flèche. Elle est dédiée à saint Hilaire.
Avant d'être une commune elle fut paroisse de l'évêché d'Autun et de l'archiprêtré de Saulieu. Elle remonte à la plus haute Antiquité et elle est mentionnée dans le testament du bienheureux Varé en 706. Le patronage de la cure était exercé par le chapitre de Saint-Andoche de cette ville, possesseur de quelques meix, à Jarnoy et Marnay. Les dîmes appartenaient au curé du lieu et à celui de Saint-Léger-de-Fourches, aux barons d'Alligny, de Conforgien et d'Island et relevaient en fief de ce dernier. Elles se percevaient à raison de vingt-une gerbe l'une. Un quart de celles du Vaulx d'Aligny et de La Sarrée appartenaient au baron de Conforgien et le reste au curé. Celles de Jarnoy, de La Crémêne, de La Place, de Champcomeau, de Pensière, de Mont, de la Pierre-Écrite, de Ruère, de Marnay… se partageaient entre ce dernier et le sire d'Alligny ; celles des alternatifs entre les deux curés et le baron d'Island.
Son importance la fit érigée en cure de seconde classe en 1827. La comtesse de Sérent améliora le sort des curés en leur léguant, à perpétuité, par son testament du 16 mars 1840 une rente de Trois cents francs, moyennant Quatre-vingt-seize messes par an pour elle et divers membres de sa famille. Elle a légué une autre rente de deux cents francs à la fabrique et une semblable aux pauvres, à condition que tout soit administré par le curé et cesserait avec le culte catholique.
Les curés de cette paroisse jouissaient autrefois de diverses redevances seigneuriales importantes. André Auribault présenta en 1633 au roi Louis XIII, pour en obtenir la réintégration, une requête où il dit « qu'il lui compète et appartient plusieurs baux, droits et devoirs, tant en rentes, cens, poules, corvées, prés, terres, vignes, pasquis, bois, buissons, terruages, dîmes, usages…, que la négligence de ses prédeécesseurs, les guerres et mortalités des années précédentes ont faict perdre une partie des titres et souvenirs desdicts droicts»
Faisant droit à sa requête, le roi lui délivra le 22 octobre 1633 des lettres patentes pour contraindre les particuliers ou les détenteurs à lui consentir de nouveaux titres. Mais le succès ne semble pas avoir couronné ces heureux commencements.

### La seigneurie
L'ancienne seigneurie d'Alligny, terre allodiale, était une puissante baronnie remontant aux premiers temps de la féodalité. Elle s'étendait autrefois sur les deux rives de la Taraine. La mouvance appartenait à l'Évêché d'Autun mais leur fut souvent disputée par le comte de Nevers et le seigneur d'Island, qui semble enfin avoir prévalu. Elle fut érigée en comté par Louis XIV.

### XIIe–XIVesiècles
Cette terre fut divisée au XIIIe siècle, en deux portions ayant pour limites le cours de la rivière qui resta banale entre les deux seigneurs. Les habitants de la rive gauche, tels que Bazoles, en partie, Champcomeau, Ruère… furent annexés à la baronnie d'Island-lès-Saulieu. Ceux de la rive droite formèrent un fief particulier sous le nom antique de baronnie d'Alligny. Cette seigneurie comprenait une partie du territoire de Moux.
Tous les sujets comme retrayants de la maison forte du lieu étaient tenus, en vertu de l'ordonnance du duc Jean sans Peur, au guet et garde, aux réparations du pont dormant, des fossés… ; ils étaient mainmortables, serfs et de serve condition, taillables au jour de Saint Barthélémy, à peine de 7 sous d'amende, corvéables… ; et devaient en outre le droit d'indire dans les quatre cas ordinaires. Gens de pote, ils ne pouvaient tenir d'assemblées, ni jeter d'impôts sur eux-mêmes, ni construire de moulins, de battoirs, ou autres engins, ni même sonner du hautbois sans la permission du seigneur.
Le baron avait droit, pour l'exercice de sa haute, moyenne et basse justice, d'instituer bailli, juge-lieutenant, greffier, sergent…, connaissant de toutes sortes de causes, même emportant la peine de mort. Le signe patibulaire était au Champ-des-Fourches, autrement Le Meurot près de Fétigny. Il jouissait en outre, de très nombreux autres droits seigneuriaux, comme de banvin, de taverne, de banalités pour ses moulins de Jarle et l’Étang-Neuf, ce dernier rapportant en 1583 quatre setiers de froment et huit de seigle ; de lods, de ventes, de tailles, celles-ci produisaient 88 livres ; les coutumes, 120 boisseaux d'avoine ; les tierces, 20 boisseaux de seigle ; les exploits de justice, 20 livres en argent. Et encore, de mesures de langues d'aumailles, de messerie, consistant en une gerbe par feu, en ça la rivière, et par moitié avec le seigneur d'Island, au-delà la rivière. Il existe un moulin au bourg que fait tourner Philippe Choureau en 1714.
Les habitants de la rive gauche étaient soumis aux mêmes redevances envers leur seigneur, sinon au guet et garde qu'ils devaient au château d'Alligny.
La baronnie appartenait au XIIe siècle, à une très noble maison de ce nom. Hugues d'Aligny, (de Aligneio) partit pour la Palestine en 1147 et fonda, à son retour, un hôpital rural dont le souvenir revit dans le nom de l’Étang-de-la-Maladière. Arnould, Alexandre et Jean, ses petits-fils reprirent de fief en octobre 1260 de Girard, évêque d'Autun, pour la maison forte d'Alligny et ses dépendances, pour les terres et village d'Outre Taronne, du Reu, Prescepant, La crémêne, Jarnoy, Marnay, Réglois, Pensière, Chassagne, pour moitié, Chaumien, Le Vault de Chissey, Gouloux, en partie, Saint-Léger, aussi en partie, le grand étang sis au-dessous du Moûtier d'Aligny, le moulin et l'étang de Marnay. Jeanne, fille d'Alexandre, porta une partie de la terre d'Alligny en dot à Perrein de Menesserre. Jeanne, leur fille, reprit de fief en 1396, tant en son nom qu'en celui de Jean de Menesserre, son frère.
Jean II d'Aligny, baron, fut témoin en 1327 de l'acte de foi que fit Louis II, comte de Nevers, à l'évêque d'Autun devant le grand-autel de la collégiale de Saulieu pour tout ce qu'il tenait en fief du prélat.
À cette époque la terre d'Alligny est indivise entre une foule de seigneurs que nous voyons reprendre de fief alternativement.

### XVe–XVIIesiècles
Jean III d'Aligny, surnommé d'Ocle, marié à Marguerite, sa cousine, fille de Nicolas d'Aligny, fit hommage en 1404. Ils avaient pour coseigneurs les enfants de Perrein de Menesserre, Simon de Fresne, Guy d'Aligny, la dame de Villarnoult, le baron d'Island… Jean assista en 1412 avec Guillaume son frère, capitaine du château d'Autun, au siège de Château-Chinon. Celui-ci reprit de fief en 1444.
Jean fut un seigneur dur et cruel. L'histoire lui reproche la mort d'un grand gruyer qu'il fit périr dans son château. Revenu de ses emportements, il se condamna lui-même à une sévère pénitence et donna, pour la rémission de ses péchés, sa terre d'Auxan à la Collégiale de Saulieu, où il fut inhumé, et des fonds à diverses autres églises.
Gaspard Quarré de Château-Regnault ayant fait retrait de la baronnie en 1637 renouvela le terrier en 1649, on voit dans cette pièce que la baronnie était composée alors d'Aligny, Precepault, la Crémaine, Champcommault, la Place, Champcreux, Bazolle, le Creusot, la Vente des Rousselost, Valottes, Prey martin, Reglois, Ferierre, Ruere, Pansiere, Montz, Beaumont, Fontaine Blanche, Fetigny, Marnay, Sainct Brisson, Chevigny, Breuils, les Maignes, les Rozeaux, Chausses guigon, Ponceault, Vernoy Grolot, Montabon, Gouloux, Chamcommaut, Chaulmien, Guise, Chasseigne, la  Bellegere, Roche, Mombroin, Saint Leger de F, Palmaroux, Grosse Pierre, la Chaux.
…Ce seigneur se distingua comme brillant avocat au parlement et acquit par sa science, son brillant esprit et son inébranlable fermeté une réputation méritée. Ses harangues furent imprimées en 1657.

### XVIIIesiècle
Pierre Quarré de Château-Regnault d'Aligny, (1644-1730), baron d'Aligny, seigneur de Fétigny, de Juilly, brigadier des armées du roi, grand bailli d'épée du Charolais et gouverneur d'Autun, premier chevalier de l'Ordre de Saint-Louis, en Bourgogne. Il fut surnommé par Louis XIV :  Le Brave d'Aligny à cause de sa belle conduite à Maëstrich et à Valenciennes et le fit comte d'Aligny.
Claude Quarré de Château-Regnault d'Aligny, fils aîné du second lit, chevalier, comte d'Alligny, Gouverneur d'Autun, et François son frère officier au Régiment de La Chenelaye, érigèrent près de la rivière, le 26 mars 1725, un croix de pierre en l'honneur de la passion et de la mort de Notre Seigneur toujours en place.
En 1743, la terre d'Alligny est acquise par François-Bernard César de Choiseul-Chevigny d'Esguilly (1690-1749), marquis de Choiseul, seigneur de Montsauche, d'Argoulais, de Palmaroux, de Bussières… homme de grand mérite et très religieux, ambassadeur du roi à Turin. Il mourut au château, le 5 juillet 1749, âgé de 60 ans. Son corps, accompagné de deux chanoines d'Autun et des curés de ses terres, fut transféré en cette ville en l'église Notre-Dame dont il était collateur.
À l'ouest du bourg, se trouve l'antique manoir des comtes d'Alligny, on y accède par une belle avenue d'ormes. Il était bien délabré à la fin du XIXe siècle. Connu dans les anciennes chartes sous les noms de château du Puy ou encore de château de La Mothe d'Aligny, il se composait jadis, de deux corps de logis, avec pavillon et six tours, dont quatre rondes et deux pentagones, qui furent rasées au XVIe siècle par ordre de Henri IV. Les fossés, de « cent pieds de long », sur chaque face, et de « quinze de profondeur », existaient encore en partie vers 1865. Tous les sujets de la baronnie, ceux des fiefs de Bazolles, de Beaumont, de Fétigny, de Ferrières, de Réglois et de Ruère, étaient tenus au guet et garde du château, à l'entretien et au curement des fossés, ce qu'ils durent exécuter lors de la « déroute des princes ». La chapelle castrale était dédiée à saint Louis.
Le bourg, est également connu par une famille de cultivateurs dont l'ancien meix-Jeannin, situé entre l'église et le presbytère rappelait le souvenir. Elle été illustrée par le célèbre Pierre Jeannin dont le père partit s'installer à Autun pour exercer le métier de tanneur. Il y avait encore en 1760 des cultivateurs de ce nom. Les moulins qui étaient une douzaine dans la vallée du Ternin, moulaient toutes sortes de grains, mais également des écorces pour les tanneries de Saulieu.

### La Révolution
Au XVIIIe siècle il s'y tenait quatre foires annuelles qui avaient été confirmées en 1663, avec la création d'un marché du jeudi. Elles se tenaient au champ dénommé La Champagne.
Le 20 avril 1790, la commune est rattachée à la Nièvre malgré la demande de la population à être rattachée à la Côte-d'Or. Cette année-là François-Samuel Serpillon, fils de Pierre, bourgeois de Saulieu, ancien lieutenant criminel du bailliage d'Autun, est élu capitaine de la Garde nationale d'Alligny ; il équipe à ses frais un volontaire de la commune.
La 1re conscription a lieu le 28 janvier 1791 par tirage au sort s'effectuant dans l'église. Ceux du Morvan iront rejoindre ce qui formera le 85e régiment de ligne qui combattra à Jemmapes.
Le 10 juin 1791, le citoyen Claude Donet, marchand demeurant à Réglois, fait l'acquisition des biens de la paroisse et en fait remise à Claude Nettement, marchand de Montsauche… Louis Rasse est juge de paix à Montsauche.
Le 25 juin 1792, a lieu la Seconde conscription, toujours par tirage au sort. Ceux que le sort a désigné formeront dans le Morvan le 17e régiment de ligne qui ira combattre sur le Rhin et en Vendée. La 3e conscription de janvier 1793 donnera lieu à un mécontentement général des populations et des désertions en grand nombre. Ceux qui sont désignés iront rejoindre le 16e régiment de ligne et combattront en Espagne. Le 17 septembre 1793, Louis Rasse et Frébaut commissaires de Fouché font enlever une des cloches de l'église. Claude Pernot reçoit 25 livres pour la descendre du clocher. Claude et Nicolas Chaumien se chargent de la conduire à Château-la-Montagne, pour 30 livres. Pour éviter des manifestations de la population, les commissaires promettent de faire réparer l'église mais elle ne subira que des profanations. On y tint des Assemblées tumultueuses et un atelier de salpêtre y fut même installé, dirigé par un sans-culotte du nom de Rasse. Une deuxième des trois cloches sera transférée à Château-Chinon.
Le 23 septembre 1793, le maire, le procureur de la commune et un conseiller municipal se rendent au château où plusieurs personnes suspectes sont retirées avec des armes et des munitions pour y faire commettre trahison aux citoyens. Le procès-verbal indique qu'ils n'ont rien trouvé, ni gens, ni armes qui puissent nuire à la patrie, sauf une porte en fer, fermée à clef. Le 24 novembre 1793, mise en application du calendrier républicain.
Le 9 janvier 1794, les habitants d'Alligny réclament la réouverture de l'église et le rétablissement du culte catholique avec le retour du curé Crépey. Ils n'obtiennent pas gain de cause. Toutefois le curé reviendra à plusieurs reprises et se retirera chez son frère à Saulieu où il rendra son âme à Dieu le 18 février 1798.
La Municipalité le 18 avril 1794 se rend au Temple de la Raison, cy-devant église, pour y procéder à l'inventaire des vases sacrés et ornements qu'elle envoie au district d'Arnay. L'hiver de 1794 sera particulièrement rigoureux.
Un conflit s'éleva entre les habitants de La Place et ceux de Champcreux en 1796. Les habitants de La Place voulant « être maintenus et gardés dans la propriété, possession et jouissance où ils sont de temps immémorial dans les bois communaux dépendant de la ci-devant châtellenie d'Alligny, notamment du canton de bois communal appelé le Chafaux, contenant environ 15 ou 20 arpents, ainsi que dans les parties de bois ci-devant défrichées et actuellement en terre labourables et également maintenus dans le droit où ils sont aussi de temps immémorial, d'y faire paître et pacages leurs bestiaux ». Les habitants de Champcreux de leur faire droit. Les habitants de La Place par acte du 23 floréal an IV de la République (12 mai 1796), constituent:« pour leurs procureurs généraux, spéciaux et irrévocables Louis et Claude Boidot, leurs concitoyens présents et acceptant, auxquels ils donnent pouvoir de et au nom de tous les habitants dudit hameau de la Place, pourvoir au tribunal civil du département de la Nièvre contre les habitants du hameau de Champcreux, même commune d'Alligny, pour lesdits habitants de la Place d'être maintenus et gardés dans le droit où ils sont, aussi de temps immémorial, d'y faire paître et pacager leurs bestiaux » La justice donna droit aux demandes des habitants de La Place en les maintenant dans leurs anciens droits.
En 1798, nomination d'un curé intrus, Claude Bizouard, qui restera en fonction jusqu'en 1805.
Le 9 novembre 1799 (18 brumaire an VIII de la République), coup d'État de Napoléon, marquant la fin de la période de la Révolution française.

### XIXesiècle
Le 6 février 1814, le maire d'Alligny, Laurent Primard, et le curé, Pierre Claude André Rasse, prennent le maquis au Bois de Latois avec les partisans de Napoléon. Un mois plus tard, le 21 mars 1814, le maire reçoit du préfet, Joseph Fiévée, l'ordre de se soumettre au chambellan de l'Empereur pour la direction des forces locales des partisans.
En 1865, Alligny appartient à la Maison du Comte Albéric-César-Guy de Choiseul, neveu de la douairière de Sérent.

### XXeetXXIesiècles
La Grande Guerre 1914-1918
Guerre 39-40, la Résistance
Aujourd'hui, il ne reste plus que 23 agriculteurs, quelques commerces : alimentation, vins, bières, marchand de charbon, une pharmacie, un bureau de poste, un restaurant, une ferme auberge, un élevage piscicole, quelques artisans (tissage, création de chapeaux, restauration de meubles) et une fabrique de martinets, plusieurs gîtes ruraux et un centre équestre. Il reste encore un travail à ferrer les bœufs près du pont du Ternin. Le monument aux Morts présente la particularité d'être construit avec les colonnes provenant d'un de ses châteaux.

## Politique et administration
Alligny-en-Morvan fait partie de la Communauté de communes Morvan Sommets et Grands Lacs.
Curés
(Liste non exhaustive, d'après Lucien Charrault, Dans l'ombre du Morvan, 1933)
- 1278 - Pierre.
- 1380 - Humbert de Pont, le plus ancien curé connu ; il reçut une fondation de quatre messes basses, aux Quatre-Temps de l'année, faite par Robert Rose et Guillemette, sa femme, pour un pré et une pièce de terre, situés dans La Combe-de-la-Palue, près de l'église, approuvée par Pierre d'Ostun, chevalier, seigneur de Chevigny, d'Island et d'Alligny, en partie.
- - Sans date - Hugues Gouhault.
- 1485 - Jean Muley ou Meuley.
- 1504 - Hugue Nobilis ; construisit la cure de la rue Boisseau (actuelle rue de la Gare) qui portera son nom durant plus de deux siècles.
- - Sans date - Guillaume Febve.
- - Sans date -  Emery.
- 1518 - Jean Mulet ; fit refondre la grosse cloche.
- 1520 - Guillaume Bonain.
- 1522 - Hilaire Bonain.
- 1522 - François Regnault.
- 1528 -  Blaise Bonin, prêtre, receveur et négociateur de la Maison de La Mothe d'Alligny.
- 1531 à 1542 - Philibert Muller.
  - 1542 à 1580 - Sans curé résident.

- 1580 - Léonard Cottin, né à Alligny.
- 1588 à 1607 - Lazare Cottin, neveu du précédent.
- 1608 - Jean Robelin.
- 1609 à 1624 - Jacques Salier, né à Saulieu et chanoine de Saint-Andoche.
- 1624 à 1648 - André Auribault, né à Planchez, premier curé à tenir les registres de catholicité.
- 1649 à 1664 - Lazare Auribault, neveu du précédent, présent sur le terrier de 1649.
- 1661 à 1665 - Jean Corbizet.
- 1665 à 1707 - Edme Guillier, né à Saulieu, inhumé à Alligny. Il paya  dix livres d'amortissement pour un échange, 34 livres, 14 sous, 4 deniers de décimes et 41 sous 1 denier pour son droit de synode.
- 1707 à 1711 - Joseph Guillier, neveu du précédent.
- 1711 à 1729 - Jean Blaizot, neveu du précédent, inhumé dans l'église.
- 1729 à 1731 - Jean Morot, inhumé dans le chœur de l'église.
- 1731 à 1738 - Claude Buchillot.
- 1738 à 1769 - Jacques Burevelle, né à Saulieu, décédé le 28 octobre 1761 à Saulieu.
- 1769 à 1782 - J.B. Blandin, de Pouilly-en-Auxois.
- 1782 à 1798 - Edme-Alexandre Crêpey, assermenté à cette date.
- 1798 à 1801 - Claude Bizouard.
- 1801 à 1805 - Jean Largy.
- 1805 à 1815 - Pierre Claude-André Rasse.
- 1815 à 1819 - Philibert Michelin.
- 1820 à 1821 - J-B. Croiset.
- 1824 à 1879 - Jean-Marie Pillien.
- 1880 à 1891 - Jean Thepenier.
- 1891 à 1895 - Claude Navarre, décédé le 25 janvier 1895.
- 1895 à 1907 - Jean Bruneau, auteur d'une monographie du village.
- 1907 - 1929 - Lucien Charrault.

Maires nommés
(liste non exhaustive)
- 1805 - André Adrien Barbotte, adjoint, puis maire le 6 pluviôse an XIII (26 janvier 1805)
- 1808 - André Adrien Barbotte, renouvelé le Ier janvier 1808 jusqu'au 13 décembre 1810.

Maires élus
| Période                                  | Période   | Identité                | Étiquette | Qualité           |
| ---------------------------------------- | --------- | ----------------------- | --------- | ----------------- |
| 1948                                     | 1989      | Fernand Menneterey      | PS        | Cultivateur       |
| 1989                                     | ?         | Jean Pierre Cortet      | PS        | Professeur        |
| mars 2001                                | mars 2008 | Alain Machin            | PS        |                   |
| mars 2008                                | en cours  | Marie-Christine Grosche | DVG       | Salariée agricole |
| Les données manquantes sont à compléter. |           |                         |           |                   |

## Démographie
L'évolution du nombre d'habitants est connue à travers les recensements de la population effectués dans la commune depuis 1793. Pour les communes de moins de 10 000 habitants, une enquête de recensement portant sur toute la population est réalisée tous les cinq ans, les populations de référence des années intermédiaires étant quant à elles estimées par interpolation ou extrapolation. Pour la commune, le premier recensement exhaustif entrant dans le cadre du nouveau dispositif a été réalisé en 2004.

En 2022, la commune comptait 603 habitants, en évolution de −1,95 % par rapport à 2016 (Nièvre : −3,28 %, France hors Mayotte : +2,11 %).
| 1793  | 1800  | 1806  | 1821  | 1831  | 1836  | 1841  | 1846  | 1851  |
| ----- | ----- | ----- | ----- | ----- | ----- | ----- | ----- | ----- |
| 1 429 | 2 066 | 2 164 | 2 469 | 2 361 | 2 472 | 2 590 | 2 684 | 2 698 |

| 1856  | 1861  | 1866  | 1872  | 1876  | 1881  | 1886  | 1891  | 1896  |
| ----- | ----- | ----- | ----- | ----- | ----- | ----- | ----- | ----- |
| 2 587 | 2 590 | 2 591 | 2 531 | 2 491 | 2 425 | 2 337 | 2 272 | 2 162 |

| 1901  | 1906  | 1911  | 1921  | 1926  | 1931  | 1936  | 1946  | 1954  |
| ----- | ----- | ----- | ----- | ----- | ----- | ----- | ----- | ----- |
| 2 062 | 1 937 | 1 873 | 1 640 | 1 609 | 1 426 | 1 324 | 1 139 | 1 003 |

| 1962 | 1968 | 1975 | 1982 | 1990 | 1999 | 2004 | 2006 | 2009 |
| ---- | ---- | ---- | ---- | ---- | ---- | ---- | ---- | ---- |
| 883  | 809  | 734  | 709  | 679  | 656  | 651  | 639  | 657  |

| 2014 | 2019 | 2022 | - | - | - | - | - | - |
| ---- | ---- | ---- | - | - | - | - | - | - |
| 631  | 607  | 603  | - | - | - | - | - | - |

## Culture locale et patrimoine

### Lieux et monuments

#### Civils
- Stèle funéraire gallo-romaine au lieu-dit Pierre Écrite, comportant cinq personnages sculptés interprétés comme une famille de bûcherons et inscriptions. Elle est à rapprocher des stèles trouvées à Saulieu et au château de la Chaux. Y sont gravées des lettres (qu'on dit être grecques) qui n'ont pas pu être toutes déchiffrées[38].
- Le château d'Alligny-en-Morvan du XVe siècle, transformé en ferme.
- Le château de la Ferrière.
- Le château de la Chaux, reconstruit en 1860. Les communs sont du XVIIe ou du XVIIIe siècle. Le corps de logis fut construit en 1860, par l'architecte Andoche Parthiot, pour Eugène de Chambure, propriétaire du domaine de La Chaux. C'est une bâtisse en moellons et enduits, comprenant un étage carré et un étage de comble, ciffé d'un toit à longs pans, croupe, noue et pignon couvert en ardoise ; la chapelle, sous le vocable de Saint-Joseph, fut bénite le 5 mai 1862. Les dépendances sont de la fin du XIXe siècle. Il comporte une cour et un parc. L'ensemble a fait l'objet d'une enquête dont le rapport porte la référence IA00001868 à l'Inventaire général du patrimoine de Bourgogne. Propriété Privée ne se visite pas.
- Le château de Champcomeau, connu sous le nom de Tour-d'Ocle. Déjà en ruines en 1490, fief réuni à la seigneurie, ancien château des sires d'Alligny ou Aligny sur un promontoire dominant la rivière, vis-à-vis de Champcomeau. L'ancienne église n'en était pas très éloignée.
- Le château de Réglois, château fort, puis manoir, construit avant le XIVe siècle, ou il appartenait à cette époque à Renaud de Thoisy. D'après Charrault, le château fut brûlé par les Écorcheurs, en 1438. Il ne fut reconstruit qu'au début du XVIIe siècle, par Claude de Bouillard. En 1750 il est composé d'un corps de logis et d'une tour ; d'une basse-cour comptant une maison, deux écuries, une grange et un colombier ; remanié récemment : toiture, ouvertures, etc. Le gros œuvre est en granite, pierre de taille et enduits, avec un premier étage carré et un étage de comble coiffé d'un toit à longs pans, avec pignon couvert, toit conique et croupe recouvert d'ardoises. Il a fait l'objet d'une enquête en 1986 dont le dossier porte la référence IA00001869, à l'Inventaire général du patrimoine de Bourgogne. Il y a des sculptures de têtes d'angelots dans la décoration de l'édifice et il possède une source d'eau chaude. Propriété Privée, on ne visite pas.
- Le château de La Mothe-d'Aligny, (XIIe siècle -(1645) - (1660). Dit aussi château du Puy.D'après un terrier de 1649, ce château fut construit au XIIe siècle, dans un marais : « Le Châtel et maison forte dudict Aligny concistant en deux corps de logis, ung pavillon et une escurie desservie de six tours scavoir quatre ronds et deux pentagones, le tout enfermant ung cour de figure exagonale, tout ledict châtel estant entouré d'ung fossey...la basse-cour de ladicte maison est formée d'une muraille de chaux et arrenne flanquée de deux tour quarré et d'ung colombier de vingt quatre pied de diamettre sur une pareille hauteur, y ayant une grange et quatre escuries ». Entre 1645 et 1660, Pierre Quarré d'Aligny fit « bâtir de fond en comble le corps de logis et la tour qui font face en entrant ». Au XVIIIe siècle, « la maison forte consiste en un grand bâtiment de forme hexagone, où sont les belles chambres et une chapelle sous le vocable de Saint-Louis  ». L. Charrault écrit en 1933 que : « Cette chapelle bénite le 5 octobre 1753 par Mgr de Malvin de Montazet, évêque d'Autun était dans le corps de bâtiment qui est abandonné en partie et qui fait face au logement du propriétaire actuel ». Le bâtiment subsistant de nos jours, semble dater du XVe siècle, remanié au cours des siècles, du château primitif subsiste le plan hexagonal et les fossés. Il comporte un étage carré recouvert d'un toit à longs pans avec des tuiles plates, le gros Œuvre est en moellons et enduits. Il comporte toujours des sculptures. Il est répertorié à l'Inventaire général du patrimoine de Bourgogne sous la référence IA00001867, et a fait l'objet d'une enquête en 1986. Propriété privée, ne se visite pas.
- La maison forte d'Alligny : Maison forte morvandelle, bâtie au Moyen Âge et remaniée au XVIIe siècle. Elle fut édifiée au XIIe siècle, par Hugues d'Aligny à son retour de la seconde croisade et restaurée entre 1645 et 1660 ; au XIXe siècle, une grande partie des bâtiments élevés autour d'une cour circulaire fermée a été abattue. Seul ubsiste un corps de logis de plan concave. Les façades et la toiture de la maison fort, les douves alimentées par les sources en eau vive entourent toujours l'assise d'origine. Les douves, l'assise de la maison, la cheminée du XVe siècle, du rez-de-chaussée (casd AR 137, 175) font l'objet d'une inscription aux monuments historiques par arrêté du 17 novembre 1998, référencée PA58000011 -  Inscrit MH (1998)
- La mairie-école : D’architecte non connu, l’établissement date du XIXe siècle, en moellon enduit et granite, comprenant un bâtiment sur sous-sol et un étage carré surmonté d'une toiture croupe, recouverte d'ardoises, et une cour. Il comporte un escalier droit, escalier de distribution extérieur, escalier tournant et escalier intérieur. Propriété communale ayant fait l'objet d'un rapport référencé IA00001855 à l'Inventaire général du patrimoine de Bourgogne.
- Vallée du Ternin et ses moulins.
- Travail à ferrer les bœufs (près du pont du Ternin)
- Monument aux Morts, réalisé un peu après 1920, avec les colonnes en granit rose du château d'Eschamps de Champeau-en-Morvan, aujourd'hui disparu. Il fait face à l'église qui possède aussi sur son porche des colonnes identiques de même provenance.
- Croix monumentale de Réglois (1874)
- Le pont de Champcommeau
- Le pont d’Alligny : Réalisé en moellon et pierre de taille, en 1832, son architecte n'est pas connu. Il est propriété communale. Des archives signalent qu'en 1831, après avoir délibéré, le conseil municipal sollicite du préfet l'autorisation pour cette commune de s'imposer extraordinairement en 1832, pour la reconstruction d'un pont d'Alligny…, considérant que la construction projetée est de la plus urgent nécessité et qu'elle donnerait les moyens d'assurer l'existence d'un grand nombre d'ouvriers malheureux. Cet ouvrage a fait l'objet d'une enquête et d'un rapport référencé IA00001858 à l'Inventaire général de Bourgogne.
- La ferme des Valottes : ensemble de bâtiments du XIXe siècle, (Inventaire Général)
- La ferme de Champcommeau, ensemble de bâtiments du XIXe siècle, (Inventaire Général)
- La ferme de Fontaine Blanche : ensemble de bâtiments du tout début du XIXe siècle, (Inventaire Général)
- Maisons, fermes: Ensemble de 6 maisons antérieures à 1843, en granite, moellon et enduit (logis) et à joints beurrés (dépendances), à toitures à longs pans recouvertes, en chaume, ardoise, tuile mécanique, logis de dimensions réduites au rez-de-chaussée de plain pied, comble à surcroît. Ensemble ayant fait l'objet d'une étude et d'un rapport, référencé IA00001876 de l'Inventaire général de Bourgogne.
- Lavoirs : Deux au hameau de Jarnoy, datant du XIXe siècle et un autre au bourg de la même époque ayant fait également l'objet d'un rapport référencé IA00001861 à l'Inventaire général du patrimoine de Bourgogne. Les trois appartiennent à la municipalité.

#### Religieux
- L’église Saint-Hilaire.(1462) - (1835-1837). Placée sous le vocable de Saint-Hilaire de Poitiers, elle fut commencée au VIIe siècle, et il ne reste de cet édifice que le clocher. C'était la chapelle du château au XIIe siècle. Elle se compose d'un chœur, du style ogival, du XVe siècle, dont il ne reste que l'ancien chœur et la chapelle du midi, d'une nef à deux bas-côtés, elle fut reconstruite en 1837, débordant sur deux parcelles de terrain de l'ancien cimetière. Entre ces deux bas-côtés, se voient quatre piliers massifs, qui supporte le clocher surmonté de sa haute flèche polygonale, mais qui obstruent désagréablement l'entrée du chœur. De chaque côté, il existe une chapelle, formant avec le principal corps d'édifice, une sorte de croix latine. Sous celle du nord, autrefois seigneuriale, régnait un caveau qui fut depuis comblé. Avant 1462 l'église paroissiale était de l'autre côté de la rivière, au bas de la Combe de la Palue, vieux mot signifiant vallée du marais. La paroisse s'appelait alors paroisse de La Mothe-d'Aligny, à cause de l'ancien château de ce nom, bâti auprès. On pense que c'est à Jean Ier de Fontette qu'elle fut déplacée à l'endroit qu'elle occupe aujourd'hui, pour la mettre plus près de son château. L'écusson de ses armes, gravés sur les murs le laisse supposer. La principale cloche porte aussi ses armes, avec cette description : « Marie-Jeanne suis nommée, pour faire envers Dieu, supplications. Les âmes de ceulx soient sauvées, qui sont cause de nos réfections. L'an mil V. C. XVIII » (1518).
Les deux autres furent bénies par Jean-Marie Pillien, curé de la paroisse, l'une le 2 avril 1856 et la seconde en 1864. Elles remplacèrent celle qui fut enlevée par Louis Rasse et Frébaut, commissaires de Fouché, le 17 septembre 1793.
L'église fut transformée en atelier de salpêtre, pendant la Révolution. Les habitants réclamèrent le rétablissement du culte le 9 janvier 1794, sans succès. Le 18 avril, la municipalité fit l'inventaire des biens qu'elle renfermait et les envoya au district. Elle fut restaurée entre 1960 et 1980, par les soins de l'abbé Van Den Meersshaut. Elle possède plusieurs œuvres en cuivre martelé du sculpteur Marc Hénard. On y remarque une Vierge de Pitié en bois polychrome du XVe siècle,  Classé MH (1957)[39]. Dans la restauration de 1852, l'ancien portail fut détruit. L'édifice a fait l'objet du enquête et d'un rapport référencé IA00001854, à l'Inventaire général du patrimoine de Bourgogne en 1986. Les vitraux sont d'Armand Blondeel. Ouverte tous les jours[40]
- Le presbytère : C'est une maison en moellons et enduits, avec un sous-sol et rez-de-chaussée, coiffée d'un toit à longs pans et recouvert de tuile plate et mécanique. L’ensemble est composé de : cour, jardin potager, grange, étable et four à pain, construite au XVIe siècle dont l'historien Charrault nous en donne la description suivante : « comprenait ung chanfeur, chambre, grange et estable », d'après le terrier de 1649. En 1728, il fut décidé de procéder à des réparations et de réaliser une chambre supplémentaire, une salle et un fournil. En 1850, le curé fait construire à l'extrémité de la grange, deux chambres. En 1862, le presbytère est restauré d'après les plans et devis d'Andoche Pathiot, architecte à Château-Chinon. L'ensemble a fait l'objet d'une enquête et d'un rapport référencé IA00001871 à l'Inventaire général de Bourgogne. C'est une propriété privée qui ne se visite pas.
- L’établissement conventuel des Sœurs de la Providence de Portrieux (1847), près de l'église au nord. Fondation de la comtesse de Sérent. Elle était tenue à la fin du XIXe siècle part trois sœurs de la Providence de Portieux, s'occupant de l'éducation des jeunes filles et de la visite aux malades. Trois frères de la doctrine chrétienne de Nancy furent établis à Alligny, aux frais de la commune, en 1852.

### Espaces naturels sensibles
Cette commune est classée en zones :
- ZNIEFF de type I : étang des Hâtes, Teuro Brunot, l'Etang-Neuf, étang des Vernets ;
- ZNIEFF de type II : Champeau et ses environs, la vallée de la Cure et le secteur de Saint-Brisson (Morvan) ;
- Natura 2000 : les étangs à littorelles et queues marécageuses, prairies marécageuses du Nord Morvan.

### Patrimoine culturel

#### Musée des Nourrices et des Enfants de l'Assistance publique
Le musée des Nourrices et des Enfants de l'Assistance publique s'est installé en 2016 dans l'ancien hôtel de La Poste au centre du village. C'est la 7e maison à thème de l’écomusée du Morvan. Il héberge un espace d’exposition, un centre-ressource, un café et trois chambres d’hôtes. Dans un espace de 250 m2, l'exposition présente l'histoire des nourrices morvandelles et des enfants de l’Assistance publique qui a façonné l’identité du Morvan et établit un trait d’union avec les questions actuelles sur la famille, la parentalité, les enfants…

#### Le Tacot du Morvan
Au début du XXe siècle, la commune était desservie par une des lignes du Tacot du Morvan : le chemin de fer de Corbigny à Saulieu.
Sa gare était située près du bourg d'Alligny. La commune possédait également des arrêts aux hameaux de Jarnoy, Champcommeau et Fétigny.
Le trafic voyageurs fut stoppé le 15 mars 1939.

#### Association Alligny-en-Morvan
Déclarée le 20 janvier 1998, elle s'occupe de la recherche, la connaissance, la mise en valeur et la protection du patrimoine d'Alligny-en-Morvan, son siège social est en mairie.

### Personnalités liées à la commune
(ordre alphabétique)
- Joseph Bruley (1910-1999) : journaliste et écrivain régionaliste né à Alligny-en-Morvan. Il fut également inspecteur central des télécommunications, directeur et rédacteur en chef du journal Le Morvandiau de Paris, président de l'Amicale des Morvandiaux (La Morvandelle) et cofondateur de l'Académie du Morvan.
- Lucien Charrault (1870-1953) : auteur de plusieurs ouvrages d'histoire locale, en fut le vicaire (1896) et le curé pendant 22 ans (d'octobre 1907 à octobre 1929).

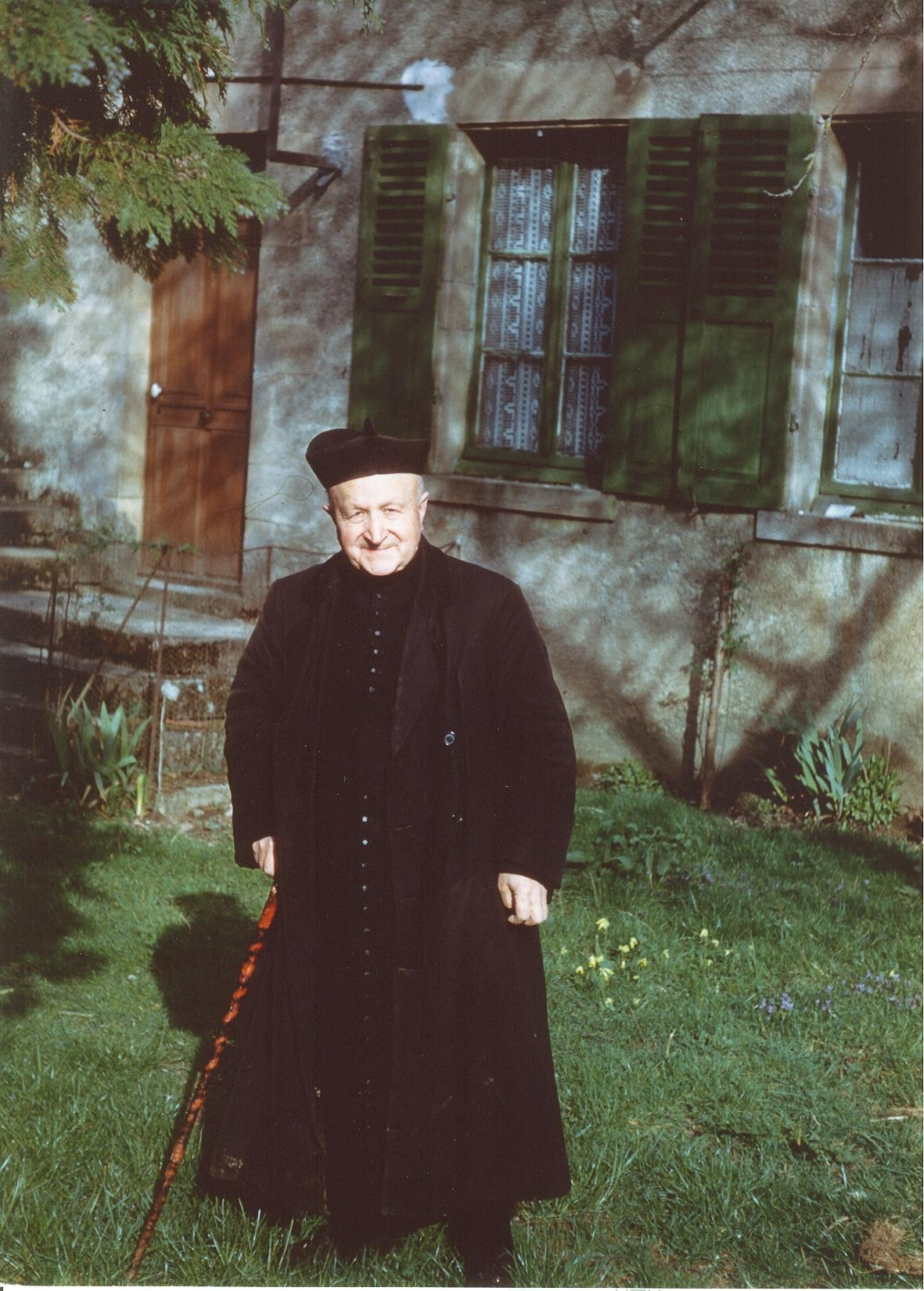
L'abbé Charrault chez lui, à Colméry, en 1951 (Photo de Jean-Louis Coignet).

- Jean Genet (1910-1986) : écrivain, poète et auteur dramatique qui vécut une partie de son enfance à Alligny-en-Morvan, de 1911 à 1924. Une plaque apposée sur la maison de ses parents nourriciers, dévoilée par François Mitterrand en 1993, en rappelle le souvenir.
- Pierre Jeannin (v.1540-1623), conseiller d'Henri IV, dont le père tanneur était originaire d'Alligny au meix Jeannin dont l'oncle et parrain de Pierre possédait ce meix où il demeurait. En 1740, il y avait encore des paysans de ce nom que Marie-Louise Jeannin de Castille, princesse de Guise, dame de Montjeu se plut à s'occuper.
- Claude-Marie Raudot dit Claude Réglois (1801-1879), député de l'Yonne, écrivain.
- Jean de Saulieu : chevalier, seigneur de Chevannes et La Mer (Saint-Martin-de-la-Mer), prévôt d'Alligny, durant la première moitié du XIIIe siècle.
- Jean Bonnerot (1882-1964), homme de lettres et bibliothécaire à la Sorbonne, né à Poitiers, possédait une maison familiale à la Pierre-Écrite et est inhumé dans le cimetière de la commune.